# 苏莱尔
苏莱尔（法語：Soulaires，法語發音：[sulɛʁ]）是法国厄尔-卢瓦省的一个市镇，属于沙特尔区。

## 地理
苏莱尔（48°31'0"N, 1°35'15"E）面积5.87 平方千米，位于法国中央-卢瓦尔河谷大区厄尔-卢瓦省，该省份为法国北部内陆省份，北起顺时针与厄尔省、伊夫林省、埃松省、卢瓦雷省、卢瓦-谢尔省、萨尔特省和奧恩省接壤。
与苏莱尔接壤的市镇（或旧市镇、城区）包括：巴约-阿默农维尔、科尔坦维尔、茹伊、圣皮亚。

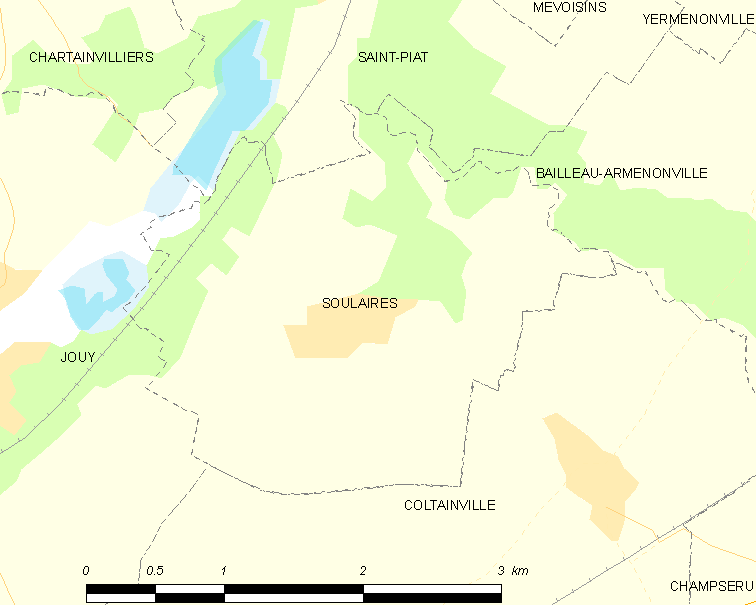
苏莱尔的OSM定位图

苏莱尔的时区为UTC+01:00、UTC+02:00（夏令时）。

## 行政
苏莱尔的邮政编码为28130，INSEE市镇编码为28379。

## 政治
苏莱尔所属的省级选区为埃佩尔农县。

## 人口

1962-2008年间苏莱尔人口变化图示

苏莱尔于2022年1月1日时的人口数量为474人。